# André Meynier
Pour les articles homonymes, voir Meynier.
André Meynier, né le 11 septembre 1901 à Angers et mort le 22 mars 1983 à Rennes est un géographe français.

## Biographie

### Origines familiale et famille
Le père d'André Meynier est professeur. 
Le 20 août 1927, André épouse Yvonne Pollet, connue comme auteur de livres pour enfants sous le nom d'Yvonne Meynier. De leur union naîssent trois filles : Odette, Yvette et Danièle.

### Débuts professionnels
Après avoir obtenu l'agrégation, André Meynier est nommé professeur au lycée d'Aurillac. 
Il y rédige une thèse de doctorat, sous la forme classique de la monographie régionale (Ségalas, Lévezou, Châtaigneraie. Étude régionale).
À partir de 1933, il enseigne au lycée Henri-IV à Paris (jusqu'en 1937) et réside à Bourg-la-Reine (au 10, avenue Galois).

### Professeur à l'université de Rennes (1938-1973)
En 1938, il devient professeur à la faculté de Lettres de l'université de Rennes, au sein du laboratoire de géographie fondé par Emmanuel de Martonne. 
Ce laboratoire, qui fut dirigé par Jean-Pierre Marchand, existe toujours sous le nom de Costel (Climat et occupation des sols par télédétection), composante rennaise de l'UMR 6554 du CNRS (Littoral, Environnement, Télédétection). 
André Meynier va occuper cette chaire de géographie pendant 35 ans. 
Il devient le premier directeur du Centre pédagogique régional (CPR) de l'académie de Rennes (organisme chargé de la formation pratique des professeurs reçus aux épreuves théoriques du CAPES).

### Travaux
Sa définition de la géographie comme « science de synthèse » a fait débat et est aujourd'hui abandonnée[réf. nécessaire]. Il regardait la géographie comme la synthèse d'éléments concrets, au même titre que la philosophie fait la synthèse d'abstractions. Il a refusé l'orientation de la nouvelle géographie, précisément en rejetant une conception qui, selon lui, faisait trop de place à l'abstraction. Dans son Histoire de la pensée géographique en France (1969), il distingue trois périodes : « le temps de l'éclosion » (1872-1905), « le temps de l'intuition » (1905-1939) et « le temps des craquements » (1939-1969).
Restant fidèle aux études régionales, il publie un Atlas et Géographie de la Bretagne en 1976.
Il s'intéresse de près aux parcellaires bocagers de l'Ouest et, profitant de l'émergence de la télédétection aéroportée, il découvre des formes invisibles sans le secours de la photographie aérienne : les ellipses bocagères. Il émet aussi des hypothèses sur l'orientation des parcellaires et des chemins bretons en relation avec les mégalithes, mais elles ont été démenties par les études ultérieures.
André Meynier est l'un des fondateurs de la revue Norois, consacrée à la géographie de l'Ouest de la France et de l'Atlantique Nord.

## Publications
- Atlas et géographie de la Bretagne, Paris, 1976, Flammarion, Paris, 293 p. ; rééd. 1994  (ISBN 2082013014).
- Guide de l'étudiant en géographie, Paris, PUF, 1971.
- Les paysages agraires, Paris, Amand Colin, 1970 ; réédité en 1983  (ISBN 220032183X).
- Histoire de la pensée géographique en France, Paris, PUF, 1969.
- André Meynier, G. Le Guen, « Les grandes villes françaises. Rennes », Notes et études documentaires, no 3257, 1966, 56 p.
- Géographie du Massif Central, Paris, Rieder, 1935.
- À travers le massif central. Ségalas, Levezou, Châtaigneraie, Aurillac, 1931.